# Barkelazwet
De Barkelazwet  was een grenssloot in de Nederlandse provincie Groningen, die het hoogveen van Pekela scheidde van de venen die bij de dorpen in Westerwolde hoorden. Hij vormde het verlengde van een oudere grenssloot, die in 1634 Pekel Sloot werd genoemd. Deze laatste sloot, die begon bij Winschoterzijl, werd in 1650 doorgetrokken als scheiding tussen de marke van Hoorn en het hoogveen van Pekela  De Barcklaage sloot werd vervolgens in 1723 verder doorgetrokken onder de naam Barkalage Swette, langs de venen van Onstwedde tot aan de Semslinie. Ter hoogte van het Achterholter Veen bij Onstwedde versprong de sloot 125 roeden (511 meter) naar het westen. Hij vormde sinds 1808 de gemeentegrens tussen Oude Pekela en Nieuwe Pekela enerzijds, Wedde en Onstwedde anderzijds.
De landerijen tussen Pekel A en Barkelazwet vielen onder Westerwolde, maar werden verhuurd aan de veenkolonisten van Pekela. 
De sloot is vermoedelijk vernoemd naar de familie Barcklage te Winschoten en Blijham. In Westerwolde bevinden zich twee buurtschappen met de naam Barlage, waarmee oorspronkelijk een 'berkenbosje' werd aangeduid
De provinciale weg N366 volgt gedeeltelijk het tracé van de Barkelazwet. 